# Rei Davi (minissérie)
Rei Davi é uma minissérie bíblica brasileira, produzida e exibida pela RecordTV, de 24 de janeiro de 2012 a 3 de maio de 2012 em 30 capítulos, substituindo Fora de Controle e antecedendo José do Egito. 
Escrita por Vivian de Oliveira, com colaboração de Altenir Silva, Camilo Pelegrini, Emílio Boechat e Maria Cláudia Oliveira, com direção de Edson Spinello, Leonardo Miranda e Rogério Passos e direção geral de Edson Spinello, a minissérie é uma livre adaptação dos livros I Samuel, II Samuel e parte de I Reis.
Contou com as atuações de  Leonardo Brício, Gracindo Jr., Renata Dominguez, Maria Ribeiro, Paulo Figueiredo, Marly Bueno, Cláudio Fontana e Isaac Bardavid.

## Enredo
Tudo foi baseado em Samuel I e Samuel II. A produção mostrou a vida de Davi, sendo súdito vil de um monarca reinante, simples pastor de ovelhas filho de Jessé, e que é muito invejado por outras pessoas. Saul, então monarca de seu país e seu principal inimigo, quer matá-lo, para tentar manter sua dinastia reinante no trono real israelita. Após diversas batalhas Saul entrega a Davi sua filha Mical para se tornar sua esposa na qual sempre se invejou das outras esposas de Davi por conta de sua infertilidade. Saul então é morto em batalha e Davi assume o trono real de Judá, mas mesmo assim o homem segundo a personalidade do Deus eterno terá inimigos e acontecerá muitas outras coisas maléficas com o ungido de Deus. Após a morte de Saul e Jônatas seu filho Esbaal assume o trono de Israel enquanto Davi é soberano de Judá. Após a morte de Esbaal, Davi se torna o rei de toda Israel e torna a capital do país Jerusalém. O tempo passa e Israel vive um reinado de glória e prosperidade nas mãos de seu rei que é um homem segundo o coração de Deus.
Davi comete um grave pecado ao ficar com seu grande amor, Bate Seba, que era esposa de Urias. Esse erro lhe traz consequências terríveis onde o herói terá que caminhar para sua redenção e paz.

## Produção
A série teve cenas gravadas em stockshot no Deserto do Atacama e em cidades do Canadá, como Cache Creek e Kamloops. Houve cenas no Rio Grande do Norte e em outras cidades fora de São Paulo, como Diamantina, em Minas Gerais.
Alguns atores foram recém-saídos da oficina de atores da Record. Eles tiveram que aprender hebraico e a fazer pães, além de costumes da época da Bíblia e táticas de guerra. A série custou 25 milhões de reais.
A escola de atores elegeu: Élder Gatelly, que já participou de Por Toda a Minha Vida, interpretando o cabeleleiro Nélson Lima e também na novela Negócio da China, como o lutador Jasão e viverá Abiatar na série. Também foram elegidos Júlia Fajardo e Daniel Bouzas, que viverão, respectivamente, Tamar e Itai.
A novela contou com muitos figurantes e muitos efeitos especiais, algo que vem sido investido desde a novela da emissora Os Mutantes - Caminhos do Coração, como a cena em que Davi luta com um urso e a cena da luta contra Golias.
Em 2023, a RecordTV foi condenada a pagar uma multa de 2 milhões de reais, por danificar o patrimônio histórico localizada em Serra do Pasmar, em Gouveia, na região de Diamantina. As pinturas rupestres dessa região foram danificadas.

## Elenco
| Ator                | Personagem                              |
| ------------------- | --------------------------------------- |
| Leonardo Brício     | Davi, Rei de Israel e Judá              |
| Renata Dominguez    | Bate-Seba, Rainha de Israel e Judá      |
| Maria Ribeiro       | Mical                                   |
| Iran Malfitano      | Abner                                   |
| Gracindo Júnior     | Saul, Rei de Israel                     |
| Camila Rodrigues    | Merabe                                  |
| Ângela Leal         | Edna                                    |
| Marly Bueno (†)     | Ainoã                                   |
| Paulo Figueiredo    | Aitofel                                 |
| Roger Gobeth        | Amnon, Príncipe de Israel e Judá        |
| Léo Rosa (†)        | Absalão, Rei Usurpador de Israel e Judã |
| Vitor Hugo          | Mefibosete                              |
| Bianca Castanho     | Selima                                  |
| Thierry Figueira    | Ziba                                    |
| Rodrigo Phavanello  | Eliabe                                  |
| João Vitti          | Joabe                                   |
| Cláudio Fontana     | Jônatas, Príncipe de Israel             |
| Roberta Gualda      | Tirsa                                   |
| Raquel Nunes        | Rispa                                   |
| Gabriel Gracindo    | Husai                                   |
| Alexandre Barillari | Urias                                   |
| Raymundo de Souza   | Agague, Rei de Amaleque                 |
| Clemente Viscaíno   | Jessé                                   |
| André Segatti       | Paltiel                                 |
| Thelmo Fernandes    | Natã                                    |
| Cibele Larrama      | Allat, Bruxa de Endor                   |
| Júlia Fajardo       | Tamar, Princesa de Israel e Judá        |
| Rômulo Estrela      | Adriel                                  |
| Roney Villela       | Doegue                                  |
| Daniel Andrade      | Esbaal, Rei de Israel                   |
| Isaac Bardavid (†)  | Samuel                                  |
| Yunes Chami         | Sacerdote Aimeleque                     |
| Oberdan Júnior      | Josias                                  |
| Daniel Ávila        | Jonadabe                                |
| Diogo Oliveira      | Zug                                     |
| Eduardo Semerjian   | Eliã                                    |
| Élder Gatelly       | Sacerdote Abiatar                       |
| Daniel Bouzas       | Itai                                    |
| Eduardo Magalhães   | Recabe                                  |
| Caetano O'Maihlan   | Baaná                                   |
| Janaína Ávila       | Abigail                                 |
| Felipe Kannenberg   | Aquis, Rei da Filístia                  |
| Cacau Mello         | Raquel                                  |
| Thaís Vaz           | Maaca                                   |
| Atalaia Nunes       | Golias                                  |

### Participações especiais
| Ator             | Personagem                                 |
| ---------------- | ------------------------------------------ |
| Leandro Léo      | Davi (jovem)                               |
| Nadinne Oliveira | Bate-Seba (jovem)                          |
| Eline Porto      | Mical (jovem)                              |
| Amanda Diniz     | Merabe (jovem)                             |
| Bernardo Segreto | Joabe (jovem)                              |
| Sônia Lima       | Laís                                       |
| Dayane Estrela   | Tirsa (jovem)                              |
| Guilherme Ruggio | Chefe dos Maltrapilhos                     |
| Mateus Mello     | Salomão, Príncipe de Israel e Judá (jovem) |
| Fhelipe Gomes    | Mefibosete (jovem)                         |
| William Vita     | braço direito do rei Aquis                 |
| Bellatrix Serra  | Judite                                     |

## Audiência
O primeiro episódio exibido em 24 de janeiro de 2012 teve 12 pontos de média, e picos de 15. 
Sua maior audiência é de 16 pontos, alcançadas em 21 e 23 de fevereiro de 2012. Em ambos os dias, a minissérie alcançou liderança absoluta no Ibope.
O último episódio teve média de 11 pontos, chegando a ficar na liderança por 35 minutos. Sua primeira exibição obteve média de 12,3 pontos.

## Reprises e exibições
Foi reapresentada pela primeira vez entre 22 de outubro a 17 de dezembro de 2012 substituindo Rebelde e sendo substituído por A História de Ester,.
Foi reapresentada pela segunda vez entre 16 de novembro de 2015 a 18 de janeiro de 2016, substituindo Os Dez Mandamentos e sendo substituído por José do Egito.  
Em 23 de dezembro de 2016 a minissérie foi exibida em formato de longa metragem no Cine Record especial com o título Rei Davi - O Filme, exibida com 02h de duração. 
Foi reapresentada pela terceira vez entre 26 de maio a 1 de setembro de 2018, substituindo José do Egito, aos sábados, 20h30.

## Exibição Internacional
- União Europeia - Record Europa
- Japão - Record Japão
- Cabo Verde - Record Cabo Verde
- Angola - Record Angola
- Estados Unidos - MundoFox / VieneVisión
- Moçambique - Miramar TV
- Porto Rico - MundoFox
- Peru - Frecuencia Latina
- Colômbia - RCN
- Inglaterra - My Channel
- Escócia - My Channel
- Irlanda - My Channel
- Irlanda do Norte - My Channel
- País de Gales - My Channel
- México - Imagen Televisión

## Prêmios e indicações
| Ano  | Prêmio                     | Categoria                           | Indicação        | Resultado |
| ---- | -------------------------- | ----------------------------------- | ---------------- | --------- |
| 2012 | FyMTI 2012                 | Melhor Produção Integral de 2012    | Rei Davi         | Venceu    |
| 2012 | Prêmio Master de Qualidade | Melhor Ator                         | Leonardo Brício  | Venceu    |
| 2012 | Prêmio Master de Qualidade | Melhor Atriz                        | Renata Dominguez | Venceu    |
| 2013 | Prêmio Contigo! de TV      | Melhor Série ou Minissérie          | Rei Davi         | Indicado  |
| 2013 | Prêmio Contigo! de TV      | Melhor Atriz de Série ou Minissérie | Renata Dominguez | Indicado  |
| 2013 | Prêmio Contigo! de TV      | Melhor Ator de Série ou Minissérie  | Leonardo Brício  | Indicado  |